# Hoerejacht

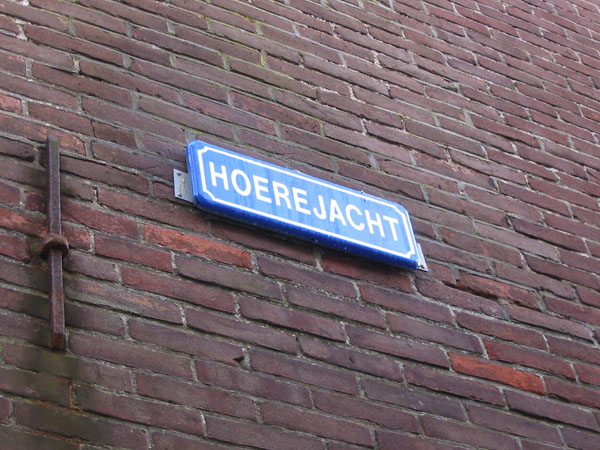
Het straatnaambordje.

Hoerejacht is een straatnaam in Enkhuizen.
De naam "Hoerejacht" komt voor in een notariële akte van 1651, maar dan als "Hoeresteigertje" (steiger betekent in dit geval steeg). Op plattegronden van Enkhuizen van 1885, 1902 en 1922 is de naam terug te vinden.
In 1981 stelt Jelle Kolk, toenmalig raadslid voor de PvdA, voor om Hoerejacht officieel te maken. Wat volgt is een tumultueuze raadsvergadering. Het college van B en W is bang dat sommige inwoners aanstoot aan deze naam zullen nemen. Als tegenargument stelt Kolk: 'sinds de Reformatie bestaat in Nederland een grote groep mensen die niets van de hel en nog minder van het vagevuur wil weten, hetgeen niet wegneemt dat de stad Enkhuizen een straat heeft die "Hel en Vagevuur" heet'. Er zijn meningsverschillen over de exacte betekenis van de naam Hoerejacht. Staat jacht voor 'het vervolgen om gevangen te nemen' of betekent het 'de activiteit van de hoerenjager', de hoerenloper dus. B en W kiest voor het eerste, maar Kolks voorstel werd toch verworpen.
In 1998 is de straatnaam "Hoerejacht" weer een heet hangijzer. In 1981 stonden er geen woningen in het steegje, nu wel, en dus moet er een straatnaam komen. B en W adviseert 'Jachtsteeg'. Ze wijzen de naam Hoerejacht af, en wel op 2 gronden: Het naambordje zou 'niet bestand zijn tegen de aantrekkingskracht van souvenirjagers' en men weet niet zeker wat de herkomst van de naam precies is. Is het niet 'Horenjacht' of 'Hoornjacht'? Historisch onderzoek maakt later duidelijk dat "Hoerejacht" al eeuwenoud is en dus besluit de raad uiteindelijk op 12 oktober 1998, met 14 tegen 2 stemmen, voor de officiële naam "Hoerejacht". Het college van B en W had de plank echter niet helemaal misgeslagen: het naambordje verdween vrijwel direct van de muur, waarschijnlijk door souvenirjagers. De gemeente besloot daarna geen nieuw naambordje meer op te hangen, omdat dit toch steeds weer zou worden gestolen. Sinds 2009 hangt echter weer een naambordje aan de gevel, hoger en steviger, zodat souvenirjagers minder kans maken om het straatnaambordje te verwijderen.
In december 2005 werd "Hoerejacht" door de luisteraars van het BNN radioprogramma Wout! op 3FM gekozen tot 'Lelijkste Straatnaam van Nederland'. De Brommy en Tommystraat in Almere en de Slettenhaarsweide in Nijverdal eindigden op nummer 2 en nummer 3.
In april 2024 werd "Hoerejacht" door de lezers van nhnieuws.nl uitgeroepen tot meest bijzondere straatnaam van West-Friesland. Op de tweede plaats eindigde "Tussen Hel en Vagevuur", tevens uit Enkhuizen. Op de derde plaats eindigde de "Pieter de Poepsteeg" uit Hoorn. 